# Obora Vřísek
Obora Vřísek se nachází na katastrálním území Šváby obce Zahrádky v okrese Česká Lípa v Libereckém kraji. Obora, v minulosti označovaná též jako obora Žižkův vrch, je jednou z nejstarších obor na území České republiky.

## Charakteristika území
Jádro ohrazeného území tvoří vyvýšenina Žižkova vrchu s nejvyšším bodem 325,8 m n. m., protažená od západu k východu v délce zhruba 2,5 km a obklopená, zejména v západní části, pískovcovými skalními stěnami. Četné skály a skalnaté rokle se nacházejí také ve vnitřní části obory. Na západní a severní straně oboru obtéká Dolský potok, na jihozápadní straně Švábský potok, pravostranný přítok Dolského potoka. Z geomorfologického hlediska náleží Žižkův vrch do severní části okrsku Polomené hory Dokeské pahorkatiny, která je podcelkem geomorfologického celku Ralská pahorkatina. 
V západní části obory se nacházejí pozůstatky zaniklé osady, zvané Sischkenberg nebo Schischkenberg, a zhruba 250 metrů od tohoto místa směrem na severozápad při okraji náhorní plošiny, obklopené skalními stěnami, stojí renesanční zámek Vřísek, některými historiky označovaný též jako Vítkovec. Připomínkou návštěv básníka Karla Hynka Máchy na Vřísku je tzv. Máchova vyhlídka na skále poblíž zámku. 

## Historie
První písemná zmínka o existenci obory je z roku 1570. Oboru na Žižkově vrchu založil Jan z Vartenberka, držitel novozámeckého panství (panství bylo pojmenované podle Nového zámku, vybudovaného v roce 1547 Janem z Vartenberka, což bylo původní označení zámku v Zahrádkách). Podle tohoto prvního záznamu bylo v uvedené době v oboře chováno sto kusů jelenů, daňků a jiné zvěře. V roce 1623 získal novozámecké panství Albrecht z Valdštejna. Po jeho smrti drželi panství Kounicové, které v roce 1897 vystřídali Lichtenštejnové. Po druhé světové válce na základě Benešových dekretů byl majetek Lichtenštejnů zestátněn, od roku 1948 spravovaly oboru na Žižkově vrchu státní lesy. Do roku 1992 byla obora Vřísek jako státní majetek ve správě Lesního závodu Česká Lípa národního podniku Severočeské státní lesy Teplice. Od roku 1993 je obora režijní honitbou státního podniku Lesy České republiky, Lesní správy Česká Lípa.

### Charakter lesa
V roce 1848 měla obora výměru 42 ha a byla ohrazena zdí z tesaných pískovcových kvádrů. Až v sedmdesátých letech 20. století byla obora rozšířena na 139 ha, z čehož výměra lesní půdy činí 90 ha a zemědělské půdy 34 ha. V lesních partiích převažují jehličnany, zejména borovice (38 % porostů) a smrky. Mezi listnatými stromy se nejčastěji vyskytují duby, jejichž podíl činí 23 %. Na severozápadním úpatí Žižkova vrchu při severní zdi uvnitř obory roste alej 28 (původně třiceti) dubů letních, která je zapsána mezi památnými stromy České republiky.

### Chov zvěře
Pokud jde o zvěř, do roku 1967  byli v oboře Vřísek chováni mufloni, jeleni lesní a jeleni sika, od roku 1967 až do roku 1994 byla obora vyhrazena pouze pro chov muflonů. Od roku 1994 byla zvěř v oboře postupně doplňována o kozy bezoárové, které byly dosud chovány v oblasti Pálavy. V letech 1994 – 1996 bylo z Pavlovských vrchů přivezeno prvních 13 kusů. Postupně se populace záchranného chovu kozy bezoárové na Vřísku rozrostla na více než tři desítky zvířat, přičemž cílový kmenový stav byl stanoven na 40 kusů.

## Dostupnost
Obora Vřísek ani zámek nejsou přístupné veřejnosti. Celý areál se otevírá jen jeden den v roce, a to pouze na několik hodin v rámci Dne lesů, který zde pořádá Lesní správa Česká Lípa v době konání letních Zahrádeckých slavností.

## Fotogalerie

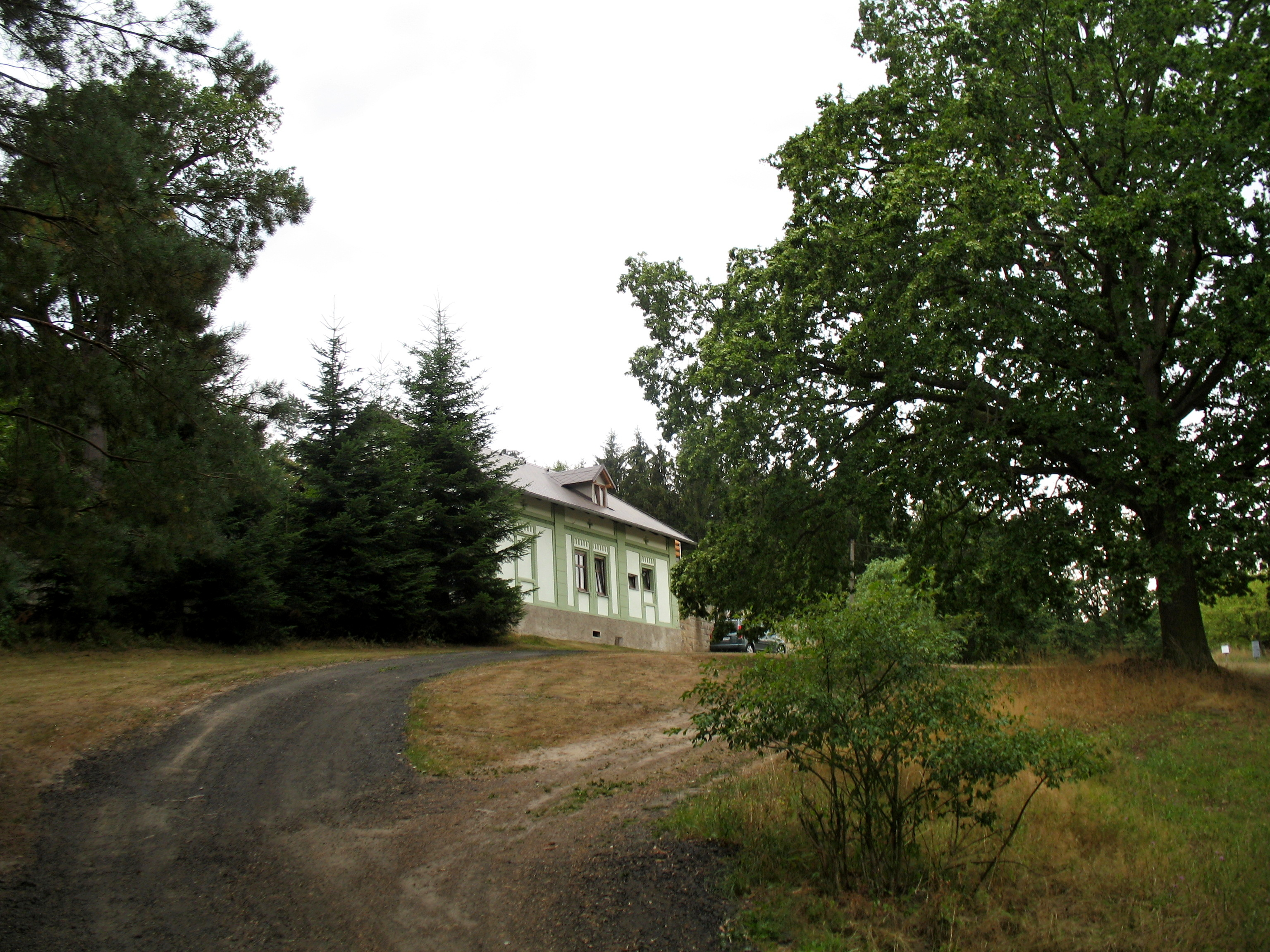
Hájovna u severního vstupu do obory
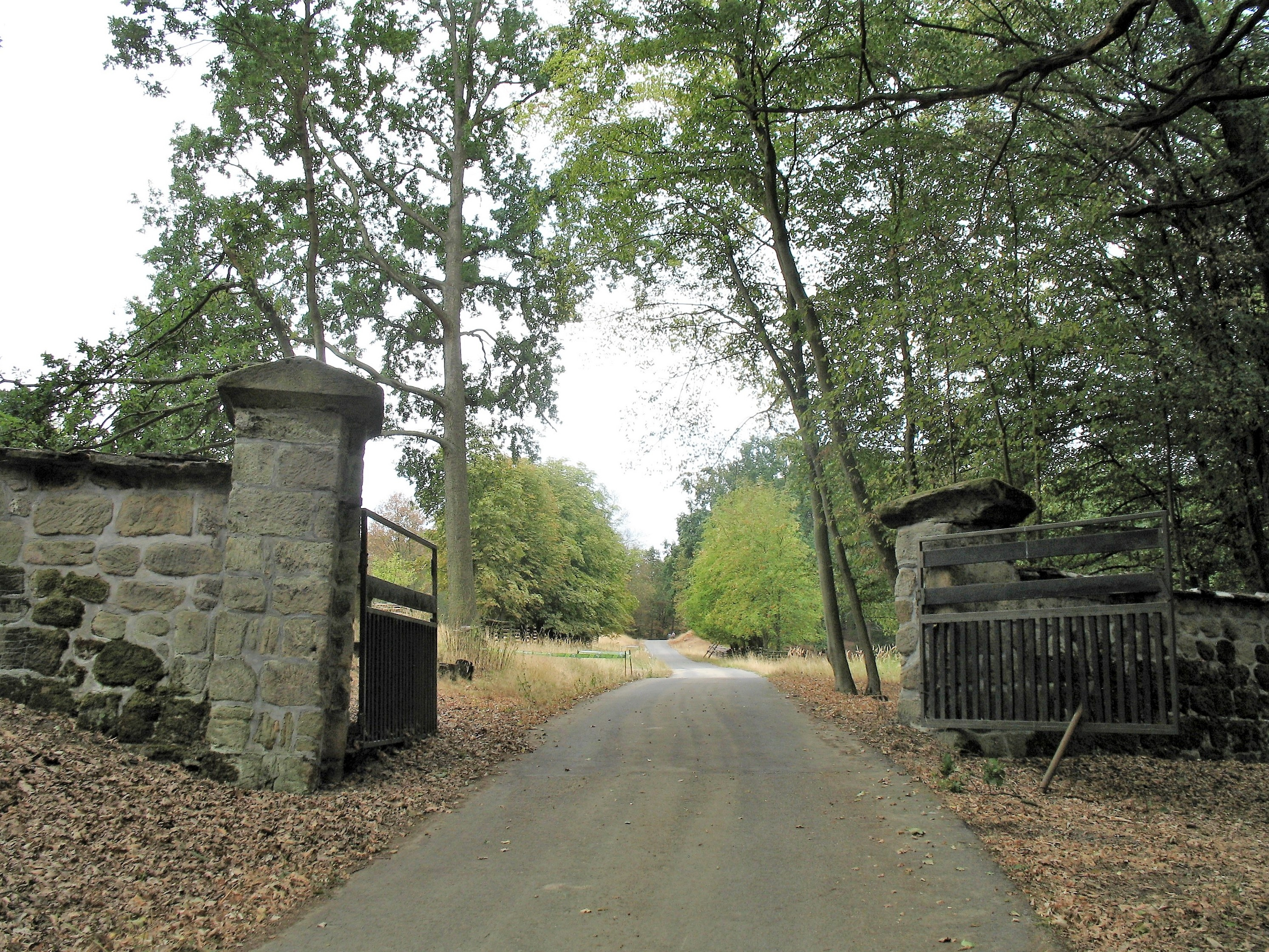
Zeď a brána původní „staré“ menší obory
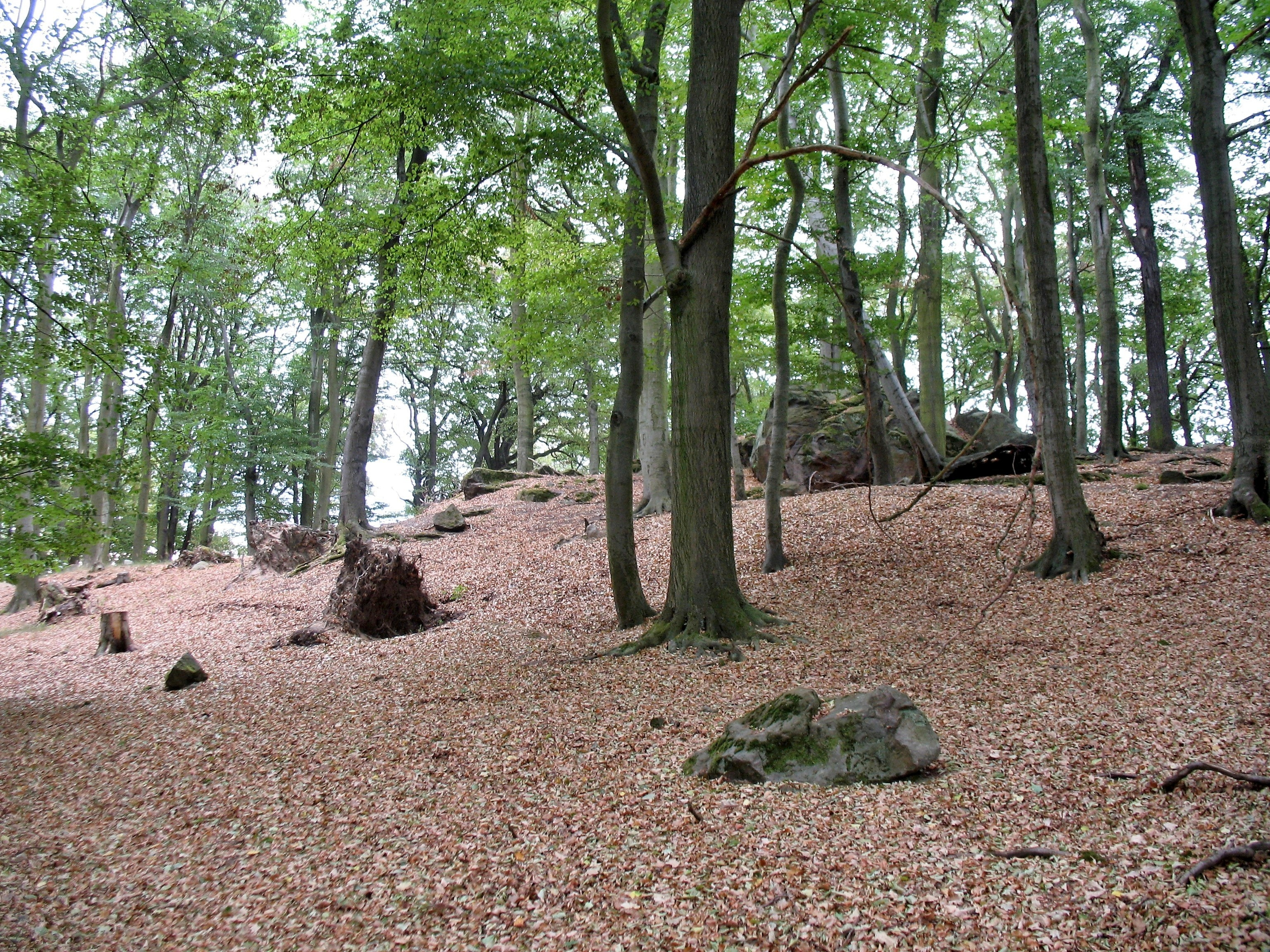
Skalky na vrcholu Žižkova vrchu
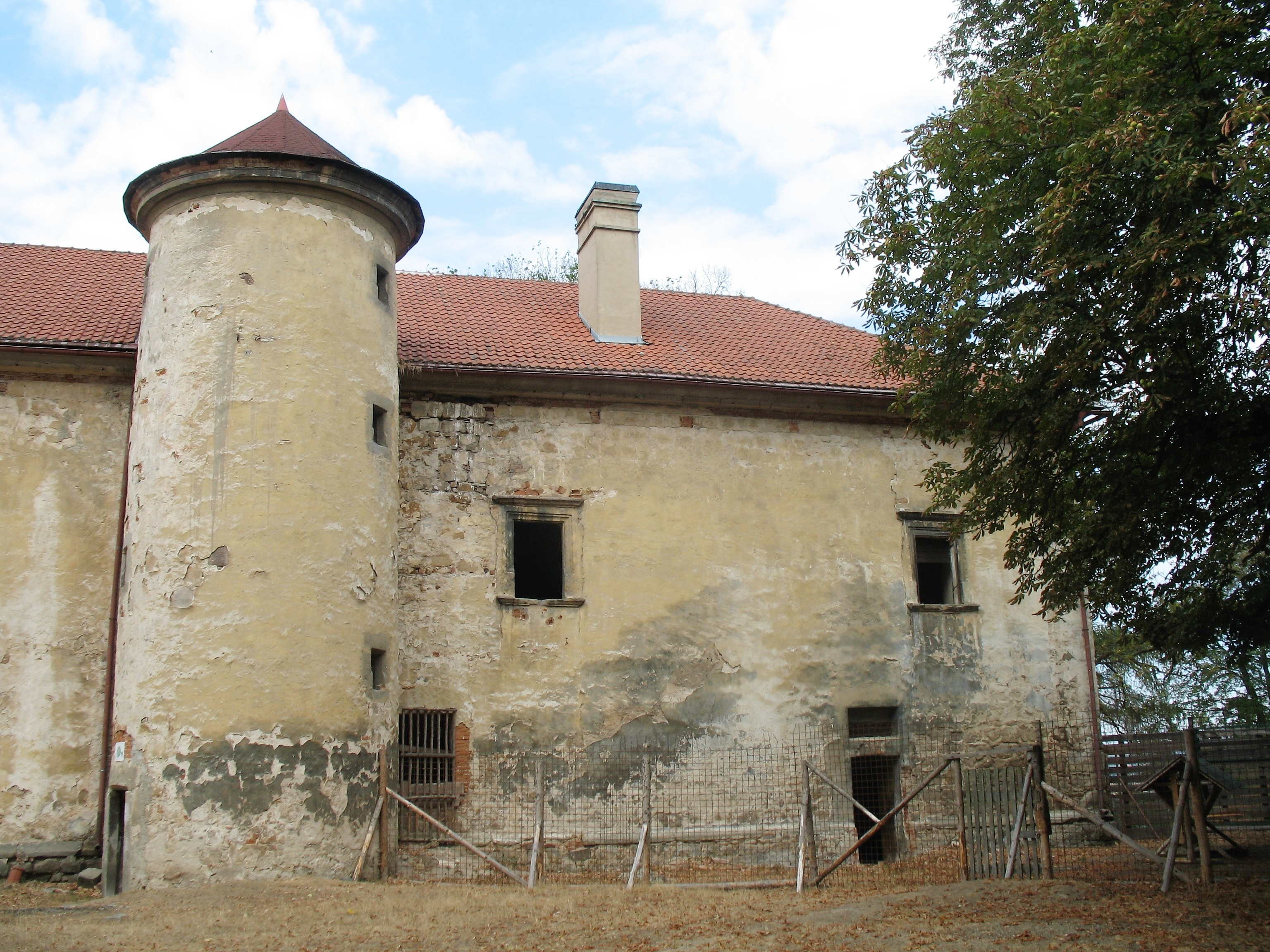
Pustý zámek Vřísek
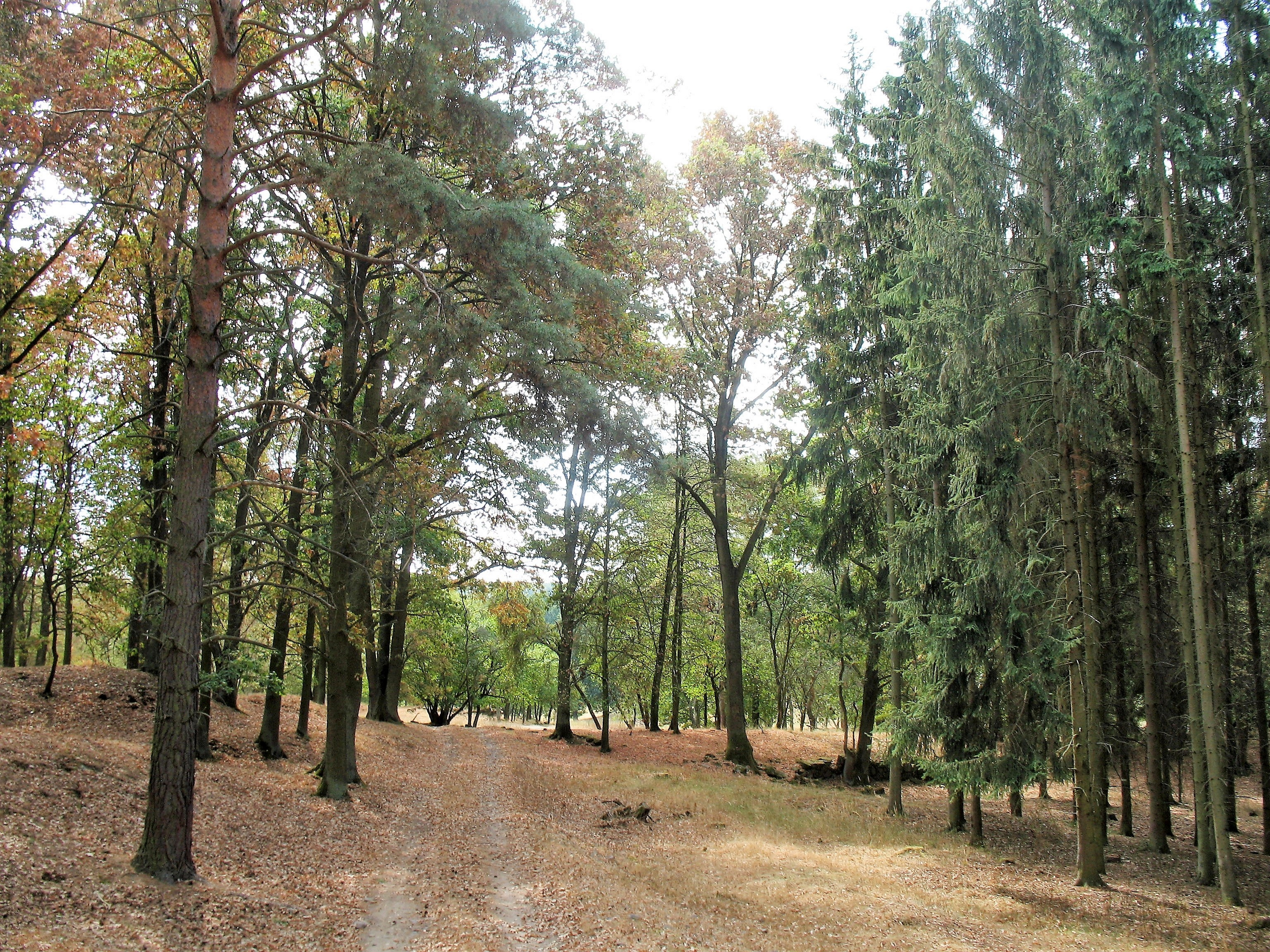
Místo, kde stávala osada Sischkenberg (na snímku uprostřed)
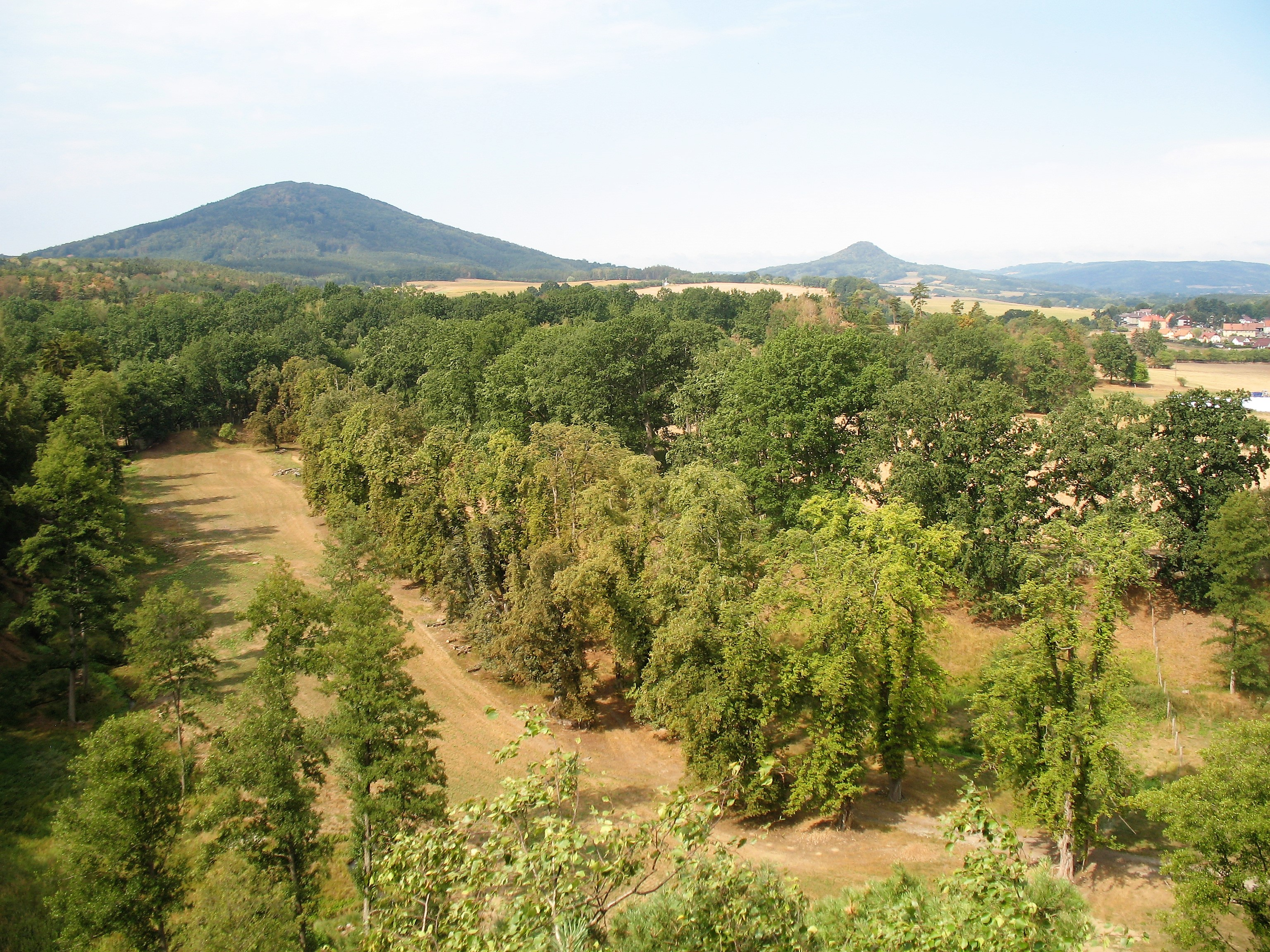
Pohled z Máchovy vyhlídky na alej, v pozadí Vlhošť a Ronov